# Трка на једну миљу
Трка на једну миљу (1.760 јарди или тачно 1.609.344 метара) је атлетска дисциплина у трчању на средње пруге.
Историја трке на једну миљу почела је у Енглеској, где се трчало за опкладу. Након усвајања метричког система током 1900-их трка на једну миљу је задржала своју популарност, а поготово због изазова да се ова деоница истрчи за брже од четири минута.
Трка на 1500 метара се трчи на светским првенствима и Олимпијским играма али је трка на једну миљу од 1976. године једина дистанца у британском систему мера за коју Светска атлетика води званичне статистике и евиденције светских, регионалних и националних рекорда.
Тренутни светски рекордери у трци на једну миљу су Хишам ел Геруж из Марока са временом 3:43.13 (три минута, 43 секунде и 13 стотинки) и Фејт Кипјегон из Кеније са рекордом у женској конкуренцији од 4:07.64 (четири минута, 7 секунди и 64 стотинки).
Куриозитет је да рекорд за најбржу миљу икада претрчану на било ком терену држи Крејг Вилер, који је 1993. претрчао низбрдо у времену 3:24. Међутим, Вилерово време није званично признато као рекорд због низбрдице низ коју је трчао.

## Историјат трке на једну миљу
Иако је миља данас дефинисана као дужина од 5.280 стопа, удаљеност енглеске миље добија своју тренутну дефиницију од 1.760 јарди кроз статут енглеског парламента из 1593. Тако је историја трчања на миљу почела у Енглеској и првобитно је нашла употребу у тркама за опкладу у 18. и 19. веку. Таква такмичења би привукла велики број гледалаца и коцкара – толико да су неки тркачи постали професионалци.
Трчање на миљу је било у срцу поделе између професионалног и аматерског спорта крајем 19. века, пошто је трчање почело да добија на популарности у свету спорта. Вођене су одвојене категорије светских рекорда за аматере и професионалце, а професионални тркачи су постизавали бржа времена. Такмичења високог профила између Британаца Вилијама Камингса и Волтера Џорџа донела су велики публицитет овом спорту, као и Џорџове трке против Американца Лона Мајерса. Трчање на миљу је такође било један од најважнијих догађаја на аматерском ААА шампионату. Услед пораста аматеризма и пада професионалног сектора, подела на аматерске и професионалне тркаче у 20. веку постаје ирелевантна.
Трчање на миљу је и даље била популарна дистанца упркос озваничењу трке на метричку миљу (1.500 метара), која је представљена на Олимпијском атлетском програму. Међународна аматерска атлетска федерација формирана је 1912. године и следеће године потврдила је први званично признати светски рекорд у трчању на једну миљу од 4:14.4 минута коју је истрчао Џон Пол Џонс.
Најбољи мушки тркачи на средње стазе наставили су да се такмиче у трчању на миљу у првој половини 1900-их – Паво Нурми, Џек Лавлок и Сидни Вудерсон били су светски рекордери на овој дистанци. Током 1940-их, шведски тркачи Гундер Хег и Арне Андерсон поставили су по три светска рекорда током свог деценију дугог ривалства.
Циљ да се истрчи једна миља испод четири минута први је постигао Енглез Роџер Банистер у мају 1954. године. Његов труд, спроведен уз помоћ тркача Криса Брашера и Криса Четавеја, био је кључни моменат у порасту употребе пејсмејкера (зеца) у тркама на врхунском нивоу – пракса да изабрани тркач или тркачи воде одређени део трке у жељеном ритму пре него што сами одустану пре краја трке – је сада уобичајена пракса на тркама на средњим и дугим стазама на којима је циљ да се истрчи рекордно време.
Шездесетих година прошлог века Американац Џим Рјун поставио је светске рекорде близу границе од 3:50 минута, а његова достигнућа су популарисала технике интервалног вежбања које се и данас у великој мери користе у тренингу трчања на средње и дуге стазе. Од уназад 50 година, афрички тркачи су почели да се појављују, разбијајући углавном белу, западну доминацију на трци на једну миљу; лед је пробио Кенијац Кип Кеино којиј је победио у трци на миљу на Играма  Комонвелта 1966.
Филберт Баји из Танзаније постао је први светски рекордер из Африке у трци на једну миљу (1975). Новозеланђанин Џон Вокер је неколико месеци касније оборио Баијев рекорд и постао први човек који је једну миљу истрчао испод 3:50 минута. Осамдесете су биле обележене ривалством између британских тркача Себастијана Коуа и Стива Овета, који су пет пута побољшавали рекорд. Нуредин Морсели из Алжира је вратио рекорд трке на једну миљу у афричке руке 1993. године, а Хишам ел Геруж из Марока је 1999. поставио тренутни светски рекорд од 3:43.13.

## Трка од једне миље на друму
Британац Елит Гајлс истрчао је у Диселдорфу једну миљу ван стадиона (на друму) за 3:51.3 и тај резултат се води као незванични светски рекорд у трци на једну миљу на друму. Код жена незванични светски рекорд држи Дирибе Велтеџи са 4:20.98.

## Рекорди у трчању на једну миљу

### На отвореном
| Подручје                            | Мушкарци | Мушкарци                      | Жене    | Жене                         |
| Подручје                            | време    | Атлетичар                     | време   | Атлетичарка                  |
| ----------------------------------- | -------- | ----------------------------- | ------- | ---------------------------- |
| Свет                                | 3:43.13  | Хишам ел Геруж (Мароко)       | 4:07,64 | Фејт Кипјегон (Кенија)       |
| Континентални рекорди               |          |                               |         |                              |
| Африка                              | 3:43.13  | Хишам ел Геруж (Мароко)       | 4:07,64 | Фејт Кипјегон (Кенија)       |
| Азија                               | 3:47,97  | Дахам Најим Башир (Катар)     | 4:17,75 | Марјам Јусуф Јамал (Бахреин) |
| Европа                              | 3:43.73  | Јакоб Ингебригтсен (Норвешка) | 4:12.33 | Сифан Хасан (Холандија)      |
| Северна, Централна Америка и Кариби | 3:43.97  | Јаред Нугус (САД)             | 4:16.71 | Мери Слејни (САД)            |
| Океанија                            | 3:47.48  | Оливер Хоар (Аустралија)      | 4:15,34 | Џесика Хал (Аустралија)      |
| Јужна Америка                       | 3:51.05  | Хадсон де Соуза (Бразил)      | 4:30.05 | Сораја Веира Телес (Бразил)  |
| Рекорди Србије                      |          |                               |         |                              |
| Србија                              | 3:52.24  | Драган Здравковић             | 4:31.52 | Марина Мунћан                |

### У дворани
| Подручје                            | Мушкарци | Мушкарци                   | Жене    | Жене                         |
| Подручје                            | време    | Атлетичар                  | време   | Атлетичарка                  |
| ----------------------------------- | -------- | -------------------------- | ------- | ---------------------------- |
| Свет                                | 3:47.01  | Јомиф Кејелча (Етиопија)   | 4:13.31 | Гензебе Дибаба (Етиопија)    |
| Континентални рекорди               |          |                            |         |                              |
| Африка                              | 3:47.01  | Јомиф Кејелча (Етиопија)   | 4:13.31 | Гензебе Дибаба (Етиопија)    |
| Азија                               | 3:57.05  | Мохамед Сулеиман (Катар)   | 4:24.71 | Марјам Јусуф Јамал (Бахреин) |
| Европа                              | 3:48.87  | Џош Кер (Велика Британија) | 4:17.14 | Дојна Мелинте (Румунија)     |
| Северна, Централна Америка и Кариби | 3:47,38  | Јаред Нугус (САД)          | 4:16.85 | Ели Пурије (САД)             |
| Океанија                            | 3:50.83  | Оливер Хоар (Аустралија)   | 4:24.14 | Ким Смит (Нови Зеланд)       |
| Јужна Америка                       | 3:56.26  | Хадсон де Соуза (Бразил)   | 4:42.24 | Валентина Медина (Венецуела) |
| Рекорди Србије                      |          |                            |         |                              |
| Србија                              | 3:55.90  | Елзан Бибић                | 4:31.84 | Марина Мунћан                |